# Mariko Tamaki
Pour les articles homonymes, voir Tamaki (homonymie).
Œuvres principales
- Skim
- Cet été-là

Mariko Tamaki, née en 1975 à Toronto en Ontario, est une romancière, musicienne, et scénariste de bande dessinée canadienne surtout connue pour les deux ouvrages qu'elle a écrit pour sa cousine Jillian Tamaki, Skim et Cet été-là.

## Biographie
Mariko Tamaki commence sa carrière d'écrivain avec le roman Cover Me en 2000. Elle se fait toutefois connaitre du grand public en scénarisant le roman graphique Skim, qui lui apporte la reconnaissance critique et plusieurs distinctions, et Emiko Superstar la même année.
Elle écrit également le roman (You) Set Me on Fire, et réalise des courts-métrages tel que Happy 16th Birthday Kevin, diffusé au Festival Inside Out de Toronto en 2013.
Elle scénarise également des comics, en particulier le one-shot Harley Quinn: Breaking Glass, qui revisite les origines de Harley Quinn à son arrivée à Gotham City. Le livre est édité en français par Urban Comics dans sa collection de romans graphiques Urban Link.
Son œuvre est récompensée à plusieurs reprises, notamment par les prestigieux Eisner Award (pour ses bandes dessinées Cet été là, Mes ruptures avec Laura Dean et Archie et Harley Quinn: Breaking Glass) et en particulier, en 2020, celui de Meilleure scénariste.
Elle est également sélectionnée au 42e festival international de la bande dessinée d'Angoulème.
Mariko Tamaki est une activiste, très engagée pour la défense des droits LGBTQI+.

## Œuvres

### Albums
- Skim, avec Jillian Tamaki, Groundwood Books, 2008.
  - (fr) Skim, Casterman, coll. « Écritures », 2008
- Emiko Superstar, avec Steve Rolston, 2008  (ISBN 9781401215361).
- This One Summer, avec Jillian Tamaki, Groundwood Books, 2014.
  - (fr) Cet été-là, Rue de Sèvres, 2014
- Tomb Raider, avec Phillip Sevy, Dark Horse Books :

1. Spore, 2016  (ISBN 9781506700106). Reprend les comic books no 1 à 6.
  - (fr) Tomb Raider : Le Champignon noir, Hachette, 2016.
2. Choice and Sacrifice, 2017  (ISBN 9781506701622). Reprend les comic books no 7 à 12.

- She-Hulk : Deconstructed, avec Nico Leon, Marvel Comics, 2017  (ISBN 9781302905675).
- Laura Dean keeps breaking up with me, texte Mariko Tamaki ; illustration Rosemary Valero-O'Connell, First Second, 2019
  - (fr) Mes ruptures avec Laura Dean, trad. de Fanny Soubiran, éd. Rue de Sèvres, 2020
- Roaming, avec Jillian Tamaki, Drawn and Quarterly, 2023
  - (fr) New York, New York, trad. de Alice Delarbre, éd. Rue de Sèvres, 2024

### Comic books
- Tomb Raider no 1-12, avec Phillip Sevy, Dark Horse, 2016-2017.
- Hulk no 1-6 : Deconstructed, avec Nico Leon, Marvel, 2017.
- Supergirl : Being Super no 1-4, avec Joëlle Jones, DC, 2017.
- « Best Princess Ever », dans Adventure Time no 62-65, avec Ian McGinty (en), Boom! Studios, 2017.
- Hulk no 7-11, avec Georges Duarte (7-8), Julián López et Francesco Gaston (9-10) et Bachan (11), Marvel, 2017-2018.
- She-Hulk no 159-163 : Jen Walters Must Die, avec Jahnoy Lindsay (159-162) et Diego Olortegui (163), Marvel, 2018.
- Harley Quinn : Breaking Glass, avec Steve Pugh, DC Comics 2019, Urban Comics 2020

## Prix et distinctions
- 2005 :  Prix Ignatz du meilleur roman graphique pour Skim (avec Jillian Tamaki)
- 2009 :
  - Prix Doug Wright du meilleur livre pour Skim (avec Jillian Tamaki)
  - Prix Joe Shuster de la meilleure scénariste pour Skim et Emiko Superstar
- 2014 :
  -  Prix Ignatz du meilleur roman graphique (avec Jillian Tamaki) pour Cet été-là
  -  Prix du meilleur scénario au Festival de bande dessinée de Lucques[3]
- 2015 :
  -  Prix Eisner du meilleur album (avec Jillian Tamaki) pour Cet été-là
  -  « Honor Book » de la Médaille Caldecott[4] pour les illustrations de Jillian Tamaki de Cet été-là, qu'elle a écrit.
  - Prix Joe Shuster de la meilleure scénariste pour Cet été-là
- 2016 :  Prix Max et Moritz de la meilleure bande dessinée internationale pour Cet été-là, illustré par Jillian Tamaki
- 2019 :
  -  Prix Ignatz du meilleur roman graphique et de la meilleure histoire pour Mes ruptures avec Laura Dean (avec Rosemary Valero-O'Connell)
  -  Prix Harvey du meilleur livre pour enfant ou jeune adulte pour Mes ruptures avec Laura Dean (avec Rosemary Valero-O'Connell)[5]
- 2020 :
  -  Prix Eisner de la meilleure publication pour adolescents (avec Rosemary Valero-O'Connell) pour Mes ruptures avec Laura Dean ; du meilleur scénariste pour Mes ruptures avec Laura Dean, Harley Quinn: Breaking Glass et Archie[6]
  -  "Mention" Prix BolognaRagazzi, catégorie Comics - Young Adult[7], Foire du livre de jeunesse de Bologne  pour Mes ruptures avec Laura Dean
  - Prix Joe-Shuster de la meilleure scénariste pour Mes ruptures avec Laura Dean et Harley Quinn: Breaking Glass[8]
- 2024 : 
  -  Prix Eisner du meilleur album (avec Jillian Tamaki) pour New York, New York ; de la meilleure scénariste pour New York, New York[9]
  -  Prix Ignatz du meilleur roman graphique pour New York, New York (avec Jillian Tamaki)[10]